# کابل برکینریج
جوزف «کابل» برکینریج (Joseph "Cabell" Breckinridge)‏ (۱۴ ژوئیه ۱۷۸۸–۱ سپتامبر ۱۸۲۳)، حقوق‌دان، سرباز، برده‌دار و سیاستمدار ایالت کنتاکی ایالات متحده بود. از سال ۱۸۱۶ تا سال ۱۸۱۹ نماینده شهرستان فایت در مجلس نمایندگان کنتاکی بود و از طرف همکارانش به‌عنوان رئیس مجلس (۱۸۱۷ تا ۱۸۱۹) انتخاب شد. در سال ۱۸۲۰ برکینریج از طرف فرماندار جان ادیر، وزیر خارجه کنتاکی تعیین شد و تا مرگش در این سمت خدمت کرد.
وی که عضو خانوادهٔ سیاسی برکینریج بود، پسر جان برکینریج (۱۷۶۰–۱۸۰۶) وکیل ویرجینیا (کنتاکی آن‌وقت)، سناتور و دادستان کل ایالات متحده و خانمش مری هاپکین کابل برکینریج (۱۷۶۹–۱۸۵۸) عضو یکی دیگر از خانوادهٔ سیاسی سرشناس، بود. جان سی. برکینریج پسر آن‌ها، راه پدر و (پدر بزرگ) خود را در خصوص قانون و سیاست دنبال نمود و به معاونیت ریاست جمهوری ایالات متحده رسید.
برکینریج پس از فراغت از دانشگاه پرینستون قصد داشت با پیروی از الگوی پدر فوت شده خود، در لکسینگتون ایالت کنتاکی وکیل شود اما نخست برای خدمت در جنگ سال ۱۸۱۲ نام‌نویسی کرد. همچنین اندکی پس از جنگ، با پیروزی در انتخابات مجلس نمایندگان کنتاکی حرفهٔ سیاسیش را آغاز کرد و در این مجلس تلاش ناموفقی را برای برکناری فرماندار گابریل اسلاتر که پس از مرگ جورج مدیسون به فرمانداری جلوس نموده بود، رهبری کرد. برکینریج از سال ۱۸۱۷ تا سال ۱۸۱۹ به‌عنوان رئیس مجلس نمایندگان کنتاکی خدمت کرد. در سال ۱۸۲۰ انتصابش به عنوان وزیر خارجه توسط فرماندار آدیر را پذیرفت و به‌منظور رسیدگی بهتر به وظایف رسمی به فرانکفورت، پایتخت ایالت رفت، اما در ماه اوت سال ۱۸۲۳ به اثر یک تب بیمار شد و در ۱ سپتامبر سال ۱۸۲۳ درگذشت.

## اوایل زندگی و خانواده
جوزف کابل برکینریج در ۱۴ ژوئیه سال ۱۷۸۸ در شهرستان آلبمرل ایالت ویرجینیا متولد شد. برکینریج دومین فرزند و نخستین پسر جان و مری هاپکینز «پولی» (موسوم به کابل) برکینریج، بود. برکینریج، به‌نام جوزف کابل پدربزرگ مادریش که از جمله خانوادهٔ سیاسی کابل ویرجینیا بود، نامیده شد و در تمام زندگیش به «کابل» مشهور بود.
خانوادهٔ برکینریج در سال ۱۷۹۳ به لکسینگتون ایالت کنتاکی رفت. در اواخر همان سال بیماری همه‌گیر آبله شهر را درنوردید. مایه کوبی یا واکسیناسیون بسیار دیر انجام شد اما هرچند برکینریج، مادر و خواهراش لتیشیا از این بیماری عفونی جان سالم بدر بردند اما خواهراش مری و برادراش رابرت، در اثر این بیماری فوت نمودند. لوول اچ. هریسون تاریخ‌نگار می‌نویسد که علی‌رغم این‌که «اطلاعات کمی از دوران کودکی برکینریج در دست است» اما با این وجود آموزش خصوصی مناسب کلاس خود را فرا گرفت و در کتابخانهٔ وسیع پدرش درس خواند.
در سال ۱۸۰۱ زمانی‌که برکینریج ۱۲ ساله بود، پدرش توسط قانون‌گذاران کنتاکی، نمایندهٔ ایالت جدید در مجلس سنای ایالات متحده انتخاب شد. این خانواده در امتداد سلسله کوه‌های آپالیشین به شهرستان بدفورد ایالت ویرجینیا در نزدیکی لینچبرگ، نقل مکان نمود و به‌هدف نزدیک شدن به برکینریج بزرگ در جریان جلسات کنگره در واشینگتن دی. سی، با اقارب شان در آنجا زندگی می‌کردند. کابل برکینریج در حین اقامت در آنجا، وارد آکادمی نیو لندن شد. یک مورد ویروس سرخک مانع تحصیل برکینریج در کالج ویلیام و مری (کالج ویلیام و مری فعلی) محل تحصیل پدرش، کالجی که پسرعمویش جیمز برکینریج عضو آینده کنگره ثبت نام کرده بود، شد. کابل برکینریج در سال ۱۸۰۳ پدرش را در سفر به پایتخت همرای کرد و در آنجا قبل از برگشت به تحصیلاتش، شاهد مباحث مربوط به خرید لوئیزیانا بود. پس از تعطیلی موقت کنگره در ماه مارس، جان برکینریج پسرش را از مدرسه بیرون آورد و در ۱۸ آوریل سال ۱۸۰۴ به ملک خانوادگیشان در نزدیکی لکسینگتون برگشتند.
برکینریج در اواخر سال ۱۸۰۴ با پدرش به سمت مشرق نرفت اما در عوض قبل از ثبت نام در کالج نیوجرسی (دانشگاه پرینستون فعلی) در حدود یک‌سال تحت نظر سرهنگ ساموئل درس خواند.

### دانشگاه پرینستون
برکینریج در اواخر ماه دسامبر سال ۱۸۰۵ وارد پرینستون ایالت نیوجرسی شد. علی‌رغم تکمیل امتحانات نهایی در ۵ آوریل، برکینریج پیشنهاد پدرش برای آمدن به واشینگتن را رد نمود، زیرا باید به درس‌های ریاضیات خود رسیدگی می‌کرد. پس از شروع ترم بعدی در ماه مه، برکینریج به انجمن کلیوسوفیک - ویگ آمریکا پیوست، این انجمن یک انجمن مناظره بود که در سال ۱۷۶۹ توسط جیمز مدیسون، فیلیپ فرنو، آرون بر و هنری لی تأسیس شد.
کابل در اواسط سال ۱۸۰۶ آگاهی حاصل کرد که پدرش در کنتاکی بیمار است. اما مدت کوتاهی پس از آن برایش خبر رسید که پدرش رو به بهبود است و انتظار داشت با او در ویرجینیا در مسیر پایتخت دیدن نماید. ضمن مشخص نبودن محل تعیین ملاقات، برکینریج تصور می‌کرد که این محل در نزدیکی لینچبرگ باشد. برکینریج در ماه اکتبر به هدف انتظار دیدن پدرش به خانه عمویش به‌نام لئوس برکینریج رفت که پدرش هرگز نرسید. برکینریج که با شروع ترم جدید به پرینستون برگشت، خبر شد که پدرش در ۲۲ اکتبر زمانی‌که می‌خواسته کابل دیل را ترک نماید اما از اسب خود افتاده و به بستر مریضی برگشته؛ وی در ۱۴ دسامبر سال ۱۸۰۶ فوت نمود.
بالاخره در ژانویه سال ۱۸۰۷ مسافرین کنتاکی خبر مرگ پدرش را به کابل برکینریج آوردند. با وجودی‌که کابل به یکی از اقاربش اعلام کرد که «من زندگی‌ام را وقف آسایش مادرم می‌کنم» اما به زودی به کنتاکی برنگشت. جان برکینریج بدون وصیت‌نامه فوت کرد که این کار سبب پیچیده شدن تصفیه املاکش و ایجاد چالش‌های مالی برای کابل که از حمایت پدر برخودار بود، شد. برکینریج که درمانده شده بود، به‌خاطر کمک به آلفرد گرایسون شوهر خواهرش لتیشیا و پسر ولیام گرایسون سناتور پیشین ویرجینیا، متوسل شد.
اما، در ماه مارس همان سال کابل به جمع حدود ۱۲۵ دانشجو دیگر که بر ضد قواعد شدید و برنامهٔ درسی سختگیرانهٔ مؤسسه پروتستان اعتراض می‌کردند، پیوست. بعدها مدیران کالج همه کسانی را که حاضر به خروج نام شان از درخواست رسمی اعتراض نشدند، موقتاً از کالج اخراج نمود. برکینریج به‌خاطر نقشش در اعتراض عذرخواهی نکرد. در عوض در ماه مه پرینستون را به مقصد کابل دیل ترک نمود اما در فیلادلفیا به مدت دو هفته هیچ منزل‌گاهی قابل دسترس برای رفتن به مسیر کنتاکی نیافت. برکینریج که از عهده مصارف اتاق و خوابگاه برای آن مدت طولانی برآمده نمی‌توانست، در عوض به جنوب به سمت لینچبرگ حرکت کرد و سپس نزد اقاربش در فینکاسل اقامت گزید. برکینریج در نظر داشت تا در ترم خرانی سال ۱۸۰۷ در کالج ویلیام و مری ثبت نام نماید و به این باور بود که در مدت نُه ماه می‌تواند دروس خود را تکمیل نماید اما در نهایت از این کار منصرف شد. او همچنین ممکن است بنا بر عدم وجود مدارس خانوادگی، بین ماه ژوئیه سال ۱۸۰۷ تا ژوئیه ۱۸۰۸ به کابل دیل برگشته باشد.
برکینریج در ماه ژوئیه تصمیم گرفت تا به‌منظور تکمیل دروس خویش در ماه اکتبر به پرینستون برگردد. جیمز جی. باینری هم اتاقی برکینریج و کشیش ساموئل استانهوپ اسمیت رئیس دانشگاه (که وی نیز به عنوان مبلغ مذهبی در ویرجینیا خدمت کرده بود، رئیس و مؤسس کالج همپدن-سیدنی بود)، هر دو طرفدار سرسخت الغای برده‌داری بودند. اما بسیاری از اقارب کابل برکینریج برده داشتند. با این حال برکینریج بازنشسته شده بود که باید به بردگی پایان داده شود اما صرف از طریق آزادسازی داوطلبانه نه با دخالت دولت. برکینریج در سال ۱۸۱۰ مدرک لیسانس خود را به‌دست‌آورد. برکینریج حدود یک‌سال بعد به گونه‌ای‌که در ذیل بر روی آن بحث می‌شود، با دختر کشیش اسمیت ازدواج نمود.

## کتابشناسی
- Collins, Lewis; Richard Henry Collins (1882). History of Kentucky. Vol. 2. Collins & Company.
- Davis, William C. (2010). Breckinridge: Statesman, Soldier, Symbol. Lexington, Kentucky: The University Press of Kentucky. ISBN 978-0-8071-0068-4.
- Dorman, John Frederick (October 1966). "Gabriel Slaughter, 1767–1830, Governor of Kentucky, 1816–1820". The Filson Club History Quarterly. 40 (4). Retrieved December 9, 2012.
- Harrison, Lowell H. (October 1964). "A Young Kentuckian at Princeton, 1806–1810, Joseph Cabell Breckinridge". Filson Club History Quarterly. 38 (4). Retrieved December 8, 2012.
- Heck, Frank H. (1976). Proud Kentuckian: John C. Breckinridge, 1821–1875. Lexington, Kentucky: The University Press of Kentucky. ISBN 0-8131-0217-0.
- Hopkins, James F. (2004). "Gabriel Slaughter".  In Lowell H. Harrison (ed.). Kentucky's Governors. Lexington, Kentucky: The University Press of Kentucky. ISBN 0-8131-2326-7.
- Klotter, James C. (1986). The Breckinridges of Kentucky. Lexington, Kentucky: The University Press of Kentucky. ISBN 0-8131-9165-3.
- Klotter, James C. (1992). "Breckinridge, John Cabell".  In John E. Kleber (ed.). The Kentucky Encyclopedia. Associate editors: Thomas D. Clark, Lowell H. Harrison, and James C. Klotter. Lexington, Kentucky: The University Press of Kentucky. ISBN 0-8131-1772-0. Archived from the original on 17 July 2019. Retrieved January 13, 2013.
- Powell, Robert A. (1976). Kentucky Governors. Danville, Kentucky: Bluegrass Printing Company. OCLC 2690774.
- "Secretary of State Joseph Cabell Breckinridge". Kentucky Secretary of State. Retrieved December 8, 2012.